# Unió de l'Esquerra Catalana
Unió de l'Esquerra Catalana (UEC, Unión de la Izquierda Catalana en idioma español) fue una coalición electoral de Cataluña (España), formada por el Partido Socialista Unificado de Cataluña (PSUC) y Entesa dels Nacionalistes d'Esquerra (ENE) para concurrir a las elecciones generales de 1986. UEC obtuvo 123.912 votos (0,62% de los votos en España, un 3,9% de los votos en Cataluña) y un escaño en el Congreso de los Diputados. Al año siguiente, el PSUC lideró la formación de una nueva alianza, Iniciativa per Catalunya. El diputado elegido fue Ramon Espasa, por la circunscripción de Barcelona, el cual se integró en el grupo parlamentario de Izquierda Unida.